# 滑翔机

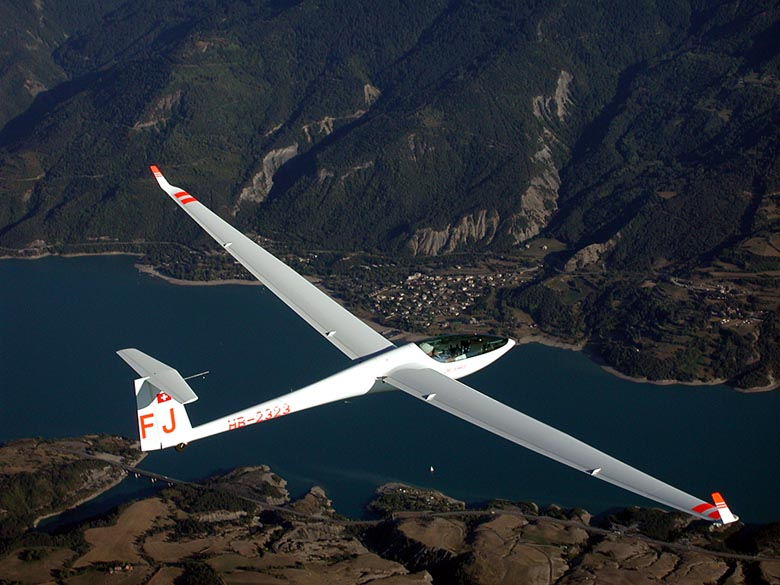
一架单座高性能复合材料滑翔机DG-808飞越法国阿尔卑斯山区的一湖区

滑翔机是指不依靠动力装置飞行的重于空气的固定翼航空器，起飞后仅依靠空气作用于其升力面上的反作用力进行自由飞行。
根据结构特点，滑翔机分为高级滑翔机或翱翔机和悬挂式滑翔机两种。本文介绍的是高性能滑翔机。一般来说滑翔机没有动力装置，但动力滑翔机则配备有小型辅助动力装置用于自行起飞。现代滑翔机主要用于体育运动。

## 历史
滑翔机的出现要早於飞机，为飞机的成功研制提供了必要的技术储备。
1801年，英国的乔治·凯利爵士研究了风筝和鸟的飞行原理，于1809年试制了一架滑翔机。他记述说：滑翔机不断地把他带起，并把他带到几米外的地方。但在后来的试验中，这架滑翔机被撞毁了。1847年，已是76岁的凯利制作了一架大型滑翔机，两次把一名10岁的男孩子带上天空。 一次是从山坡上滑下，一次是用绳索拖曳升空，飞行高度为2─3米。4年后，由人操纵的滑翔机第一次脱离拖曳装置飞行成功，飞行了约500米远。凯利对飞行原理、空气升力及机翼的角度、机身的形状、方向舵、升降舵、起落架等都进行了科学的研究和试验，他首次把飞行从冒险的尝试上升为科学的探索。
德国土木工程师利林塔尔所设计的滑翔机把无动力载人飞行试验推向高潮。从1871年起，他就热衷于研究和制造滑翔机，他利用所有余暇研究空气动力学、试制飞机和驾机试飞。他所著《鸟类飞行是航空的基础》一书被后来的飞行探索者奉为经典之作。他于1891年制作了第一架固定翼滑翔机，翼展为7米，用竹和藤作骨架，骨架上缝着布，人的头和肩可从两机翼间钻入，机上装有尾翼，全机重量约2公斤，很象展开双翼的蝙蝠。他把自己悬挂在机翼上，从15米高的山岗上跃起，用身体的移动来控制飞行，滑翔90米后安全降落。这是世界上第一架悬挂滑翔机。1891─1896年间，利林塔尔共制作了5种单翼滑翔机和2种双翼滑翔机，先后进行了2000多次飞行试验。1896年8月9日，他驾驶滑翔机在里诺韦山遭遇强风而坠落，次日去世。他留给后人的最后一句话是：“要想学会飞行，必须作出牺牲。”
受利林塔尔的影响，发明了现代飞机的莱特兄弟在建造其第一台动力飞机前，花了三年时间使用滑翔机来进行设计验证和飞行训练，积累的经验被反馈到后来成功试飞的飞行者一号上。
1914年德国人哈斯研制出第一架现代滑翔机，它不仅能水平滑翔，还能借助上升的热气流爬高飞行，并且其操纵性能更加完善。从此，滑翔机进入了实用阶段。在第二次世界大战期间，滑翔机曾用来空降武装人员和运送物资，尤其是納粹德國空軍更是把滑翔機用於傘兵機降作戰並製造了歷史上最巨大的Me 321滑翔機，今天它主要用于体育航空运动。

## 基本构造
现代滑翔机的结构与飞机基本相似，一般由以下几个部分构成：机翼、水平安定面、垂直安定面、副翼、扰流板、升降舵、方向舵和起落架。滑翔机的起落架通常只有两个主轮，有时两侧机翼翼尖处还各有一个小轮，以便于地面停放。滑翔机的一个显著特点就是具有大展弦比的狭长机翼和光滑细长的机身，其滑翔比与同是固定翼航空器的飞机相比要大很多，这种大滑翔比使滑翔机具备了很强的留空能力。目前有些高级滑翔机的滑翔比可达到50:1，即在无风条件下，滑翔机每下降1米的高度就可在水平方向上滑翔50米的距离。

## 仪表
由于没有动力装置，滑翔机的仪表要比飞机简单许多，一般只有：空速表、高度表、升降速度表、侧滑仪和磁罗盘。

## 滑翔和翱翔
滑翔机主要依靠上升气流进行持续飞行，否则就必须靠牺牲高度来维持飞行。在无风情况下，滑翔机在下滑飞行过程中依靠自身重力的分量获得前进动力，这种损失高度的无动力下滑飞行称为滑翔。在有上升气流时，滑翔机可以籍此实现平飞或升高，这种飞行方式称为翱翔。滑翔和翱翔是滑翔机的两种基本飞行方式。

## 升空方式

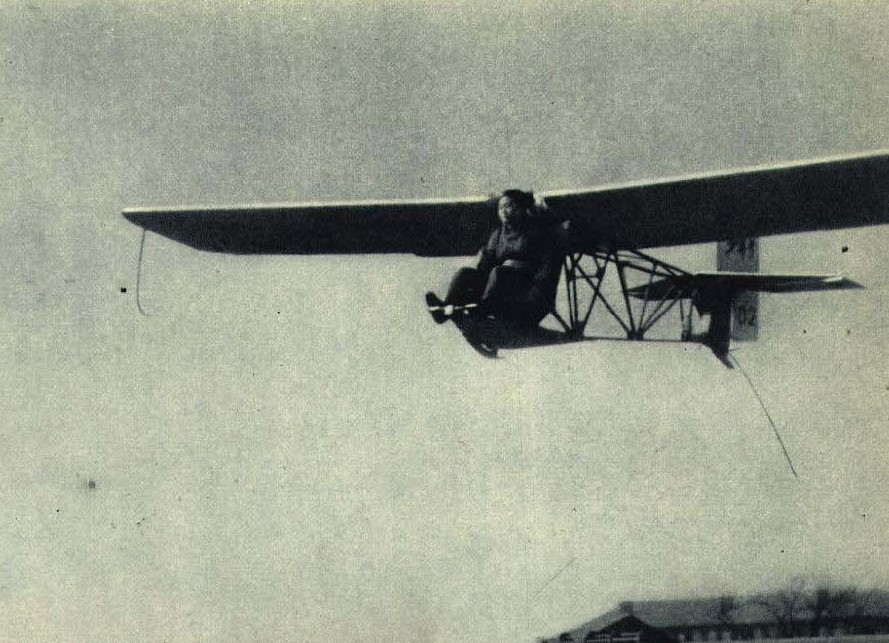
1962年一架中国弹射式滑翔机

滑翔机可由飞机拖曳起飞，也可以用汽车或其他装置牵引起飞。
- 地面牵引。通常由汽车牵引或绞盘车牵引，牵引至一定高度后脱钩。
- 空中牵引。一般是由带有动力的飞机将滑翔机牵引至一定高度，脱钩后进入自由飞行。
- 弹射起飞。由具有弹性发射功能的设备将滑翔机发射到一定高度。
- 自行起飞。动力滑翔机可靠自身动力自行起飞至一定高度，之后关闭自身动力进入自由飞行。

## 滑翔机竞赛级别

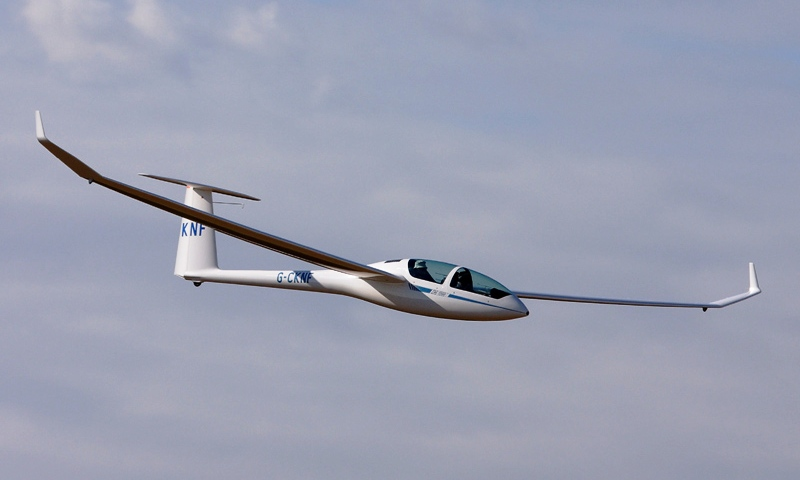
DG Flugzeugbau DG-1000 双座级滑翔机

国际航空联合会(FAI)划分了8个滑翔机竞赛级别，分别是
- 标准级：没有襟翼，翼展15米，允许使用水压载。
- 15米级：允许有襟翼，翼展15米，允许使用水压载。
- 18米级：允许有襟翼，翼展18米，允许使用水压载。
- 开放级：除最大起飞重量低于850公斤外，没有其他限制。
- 双座级：最大翼展20米。
- 俱乐部级：这个级别容纳了大量老式的小型滑翔机，它们之间性能差别显著，所以在成绩上要用性能系数进行调整。不允许使用水压载。
- 13.5米级（前世界级）：国际航空联合会滑翔理事会和它的下属组织滑翔科技组织（OSTIV）在1989年举办了一次设计竞赛，这项赛事要求设计一种低成本滑翔机，这种飞机对性能要求不高，但要易于拆装和操控，而且经验较少的新手也能相对安全地驾驶。最终获奖的设计是华沙理工大学的PW-5滑翔机。该级别竞赛因此也在最初仅允许采用PW-5参与，但自2010年起该级别更名为13.5米级，同时也允许其他翼展小于13.5米的滑翔机参与。
- 超轻级：滑翔机最大重量不能超过220公斤。

## 主要的滑翔机制造厂商
不管是过去还是现在，市场上的滑翔机多数为这项运动的诞生地德国的厂商制造。 在德国有多家滑翔机制造商，其中最重要的有三家：
- Alexander Schleicher滑翔机制造公司
- Schempp-Hirth飞机制造公司
- DG飞机制造公司

德国滑翔机制造厂商还有Stemme和Lange Aviation。
其他国家的厂商有南非的Jonker Sailplanes，立陶宛的Sportinė Aviacija，波兰的Allstar PZL，捷克厂商HpH以及斯洛文尼亚的AMS Flight。
美国曾有翼手龍滑翔機公司。

## 相关链接
滑翔类飞行项目比较列表